# Ariadne (Kaiserin)

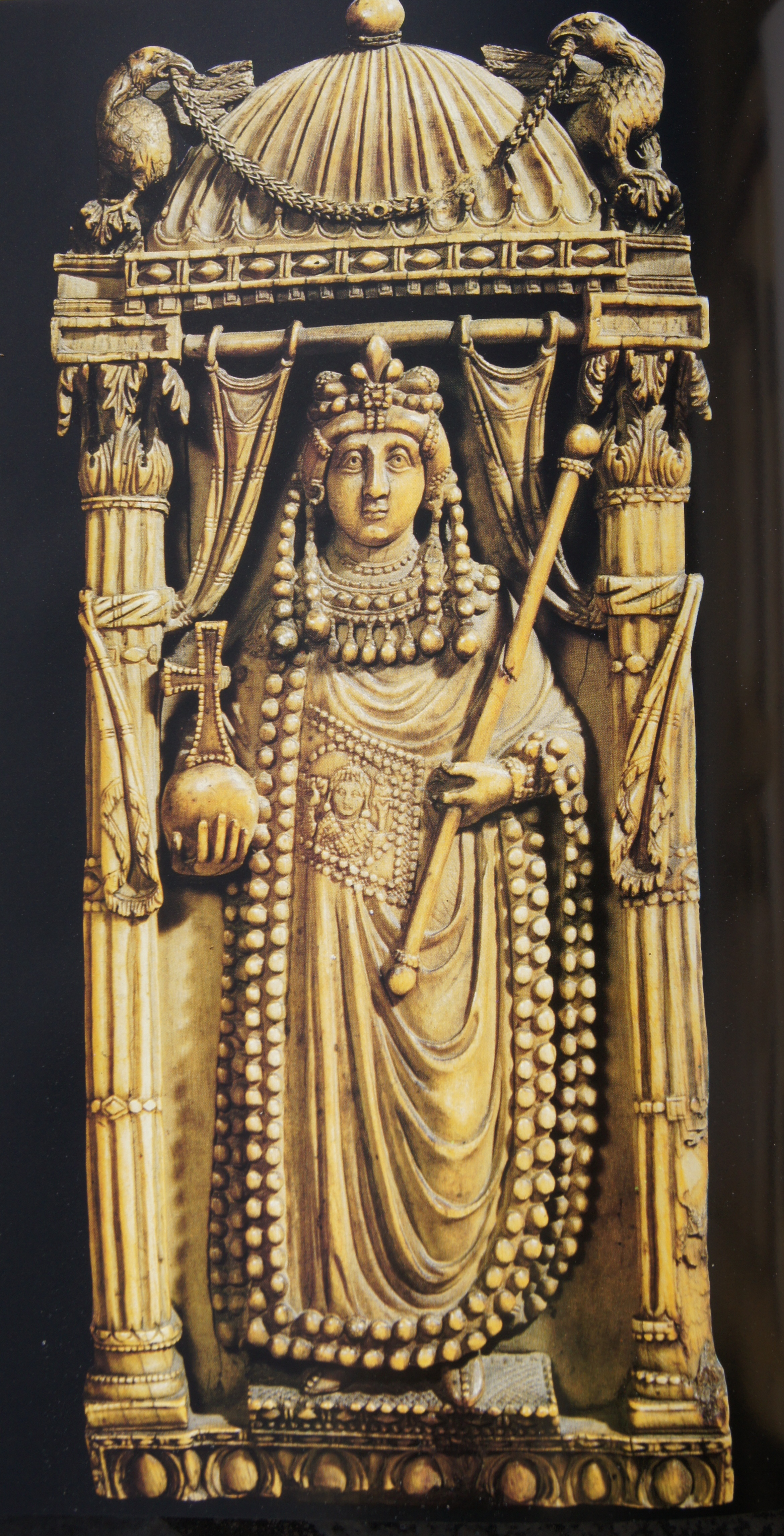
Ariadne (?) auf einem Diptychon im Bargello, Florenz.

Aelia Ariadne (mittelgriechisch Αἰλία Ἀριάδνη; * um 450; † 515 in Konstantinopel) war die Frau des oströmischen Kaisers Zenon  (474–491) und dessen Nachfolgers Anastasios I. (491–518).

## Leben
Ariadne war die ältere Tochter des oströmischen Kaisers Leo I. und der Verina. Um die Jahreswende 466/467 wurde sie mit dem isaurischen Gardekommandanten Tarasicodissa verheiratet, der unter dem Namen Zenon zum Thronanwärter aufrückte. Ihre jüngere Schwester Leontia war mit Patricius, einem Sohn des mächtigen Heermeisters Aspar, verlobt und heiratete nach dessen Sturz (471) den jüngeren Marcianus, Sohn des weströmischen Kaisers Anthemius.
Noch 467 gebar Ariadne einen Knaben, der unter dem Namen Leo II. 474 kurzzeitig Kaiser war. Als Zenon von seinem kleinen Sohn am 29. Januar 474 zum Mitkaiser erhoben wurde, rückte Ariadne in den Rang einer Augusta auf. Ariadne begleitete Zenon nach der Usurpation ihres Onkels Basiliskos im Januar 475 ins Exil nach Kilikien und kehrte 20 Monate später mit ihm nach Konstantinopel zurück.
479 geriet Ariadne mit dem Kaiser über das Schicksal ihrer intriganten Mutter in Konflikt. Verina hatte ein Attentat auf den Heermeister Illus veranlasst und war in dessen Hände gefallen; während ihrer Gefangenschaft unterstützte sie die Rebellion des Marcianus gegen Zenon. Ariadne bemühte sich vergeblich um die Freilassung ihrer Mutter, die 484 in der Geiselhaft starb.
Als Zenon am 9. April 491 ohne Thronerben starb, machte sich sein Bruder Longinus und mit ihm die isaurische Hofpartei Hoffnung auf die Nachfolge. Ariadne entschied sich jedoch unter dem Druck der öffentlichen Meinung, die einen „römischen“ Kaiser verlangte, für den silentiarius Anastasios, den sie am 20. Mai ehelichte und damit dynastisch als neuen Herrscher legitimierte. Die Ehe blieb kinderlos.
Ariadne starb 515 in Konstantinopel und wurde in der Apostelkirche beigesetzt.